# 蒲池物語
『蒲池物語』（かまちものがたり）は、江戸時代中期の享保7年（1722年）に蒲池豊庵（別名：朽網豊卓）が記した蒲池氏の興隆から滅亡までを描いた文書。
蒲池豊庵は、蒲池鎮漣の娘の蒲池徳子と朽網鑑康（宗暦）の子の朽網鑑房の子の朽網宗壽（蒲池宗壽）の三男の朽網宗常の子で、蒲池姓を名のり、郷士として久留米に在住した。豊庵の子は朽網に復姓し朽網洞摩と名のり、筑後国筏溝に住む。
『蒲池物語』は、蒲池氏に関する数少ない基本文献のひとつである。ただし、記述内容などに関しては、大友氏の『大友記』や龍造寺氏の『肥陽軍記』その他の家史家伝と同じく江戸時代の作であるため、それに応じた史料批判は必要であろうが、比較的優良な参考文献といえる。
物語自体は、前編と後編に別れ、鎌倉時代の蒲池氏の興隆から説き起こしているが、嵯峨源氏の前蒲池時代についての記述は簡略であり、渡辺党松浦氏の源正（源次正）の子孫の源圓（源三圓）を祖としている。後蒲池時代の蒲池分家の上蒲池に伝わる『蒲池家譜』では、源圓は、承久の乱の後に蒲池氏の名跡を継いだとされ、戦国時代以降も存続した上蒲池の方が正確な系譜史料を所持していたことが窺える。また、藤原純友に関しても、豊庵は、蒲池氏の祖とは述べてはおらず、蒲池城の築城に関係のある人物として記しているにすぎない。これらの蒲池氏の勃興記の史料については、龍造寺隆信が蒲池氏（柳川の蒲池本家）を滅ぼした時、崇久寺や三島神社をはじめ蒲池氏本家ゆかりの社寺を徹底的に破壊し、文書記録を破棄したため、滅んだ蒲池本家の庶流である豊庵には前蒲池時代の十分な史料が手元になかったと思われる。それゆえに記述もまた、筑後宇都宮氏の室町時代の宇都宮久憲にはじまる後蒲池時代が大半である。記述は部分的には史料との齟齬をきたす箇所もあるものの、豊庵は、当時としては使用出来る史料を可能なかぎり用いており、比較的正確であり、往時の蒲池氏の状況を知るには欠かせない文献であり、さらなる研究が望まれる。

## 『蒲池物語』の内容目次

### 上巻
- 蒲池由来附松浦党之事
- 宇都宮久憲蒲池中興之事
- 菊池大合戦附蒲池久憲同義久之事
- 蒲池繁久従大友肥後出陣之事
- 蒲池親久之事
- 蒲池治久築山下城附矢加部大学之事
- 中国勢渡海九州附蒲池鑑久働之事
- 蒲池城軍附攻赤司城事
- 西牟田城附筑後静謐之事
- 崇久寺城忠寺之事
- 下田城責堤貞元降参之事
- 蒲池鑑盛城柳川附竜造寺之事
- 隆信反逆再降参之事
- 大友島津合戦並蒲池宗雪忠死之事

### 下巻
- 蒲池鎮漣従隆信附白鳥合戦之事
- 隆信筑後働之事
- 田尻三池上蒲池乞援兵於島津事
- 西久留米高良山落城並山下城攻之事
- 下筑後五郡入隆信之手事
- 隆信討従肥後国事
- 隆信謀殺蒲池鎮漣事
- 蒲池鎮漣娘之事
- 彦山池坊並蒲池統安霊社之事
- 豊後勢発向筑後附横岳一条大野合戦之事
- 薩摩勢発向筑後附城島城落城之事
- 秀吉公西国御下向島津降参九州平均之事